# Sant Joan Evangelista de Beranui
L'església de sant Joan Evangelista és un temple catòlic situat a la part alta del poble de Beranui, integrat des del 1970 al terme municipal de la Torre de Cabdella, i anteriorment, des del 1847, al de Mont-ros, a la vall Fosca, comarca del Pallars Jussà.
La primera documentació d'aquesta església no arriba fins a principis del segle xiv: dins del diaconat de Tremp, el 1314 figura l'església de Sant Joan de Baranyl. Sobre la porta d'accés, una inscripció marca com a data de reconstrucció l'any 1868, època en la qual encara era església parroquial, a més de tenir coma sufragània l'església de Sant Sadurní de Gramenet. Ara, però, ha perdut aquesta categoria i depèn de la parròquia de Santa Maria de Mont-ros.
Del seu interior cal destacar una pica d'aigua beneita de tradició romànica.

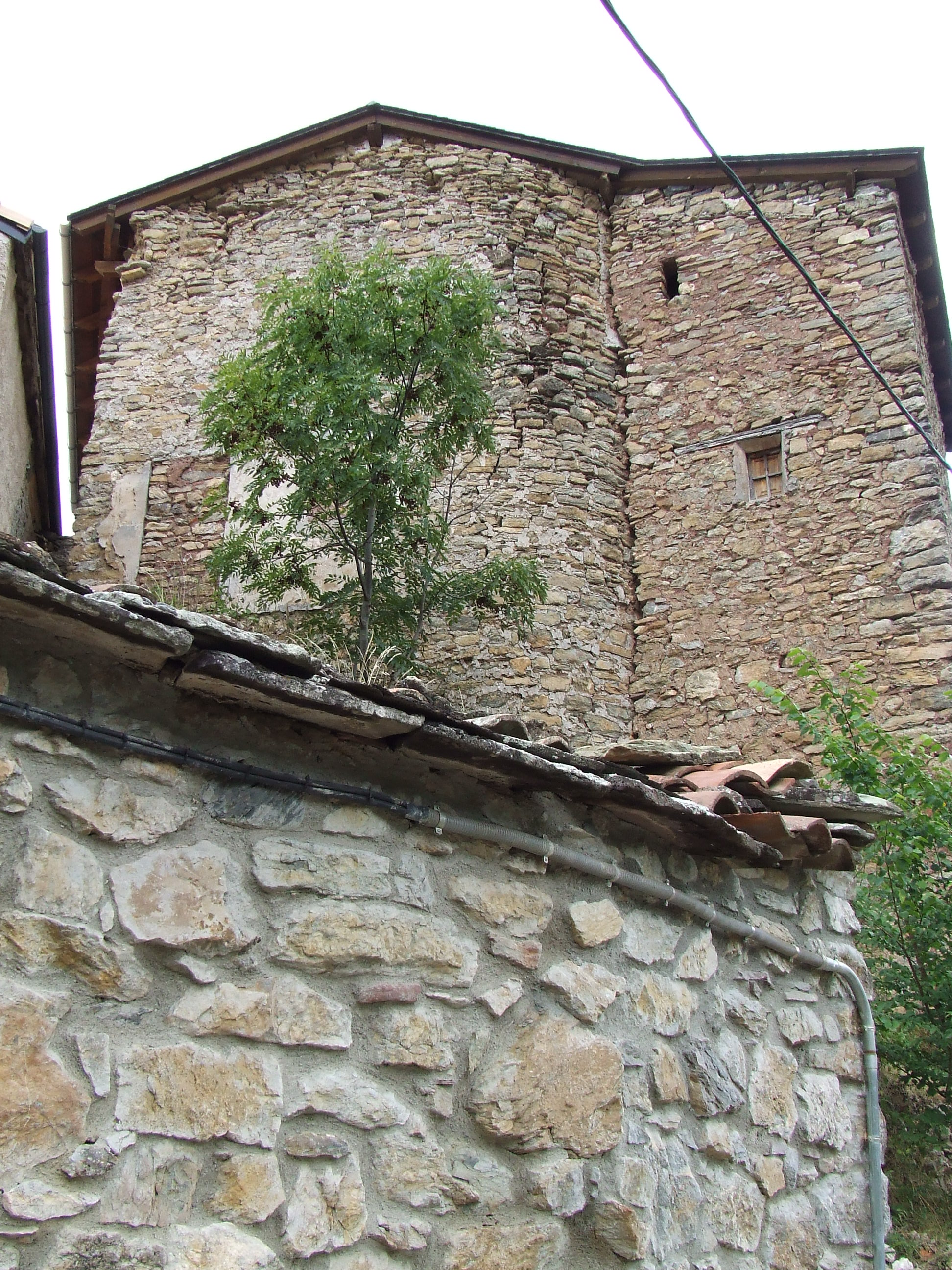
L'absis, molt desfigurat